# Histoire de Crémone

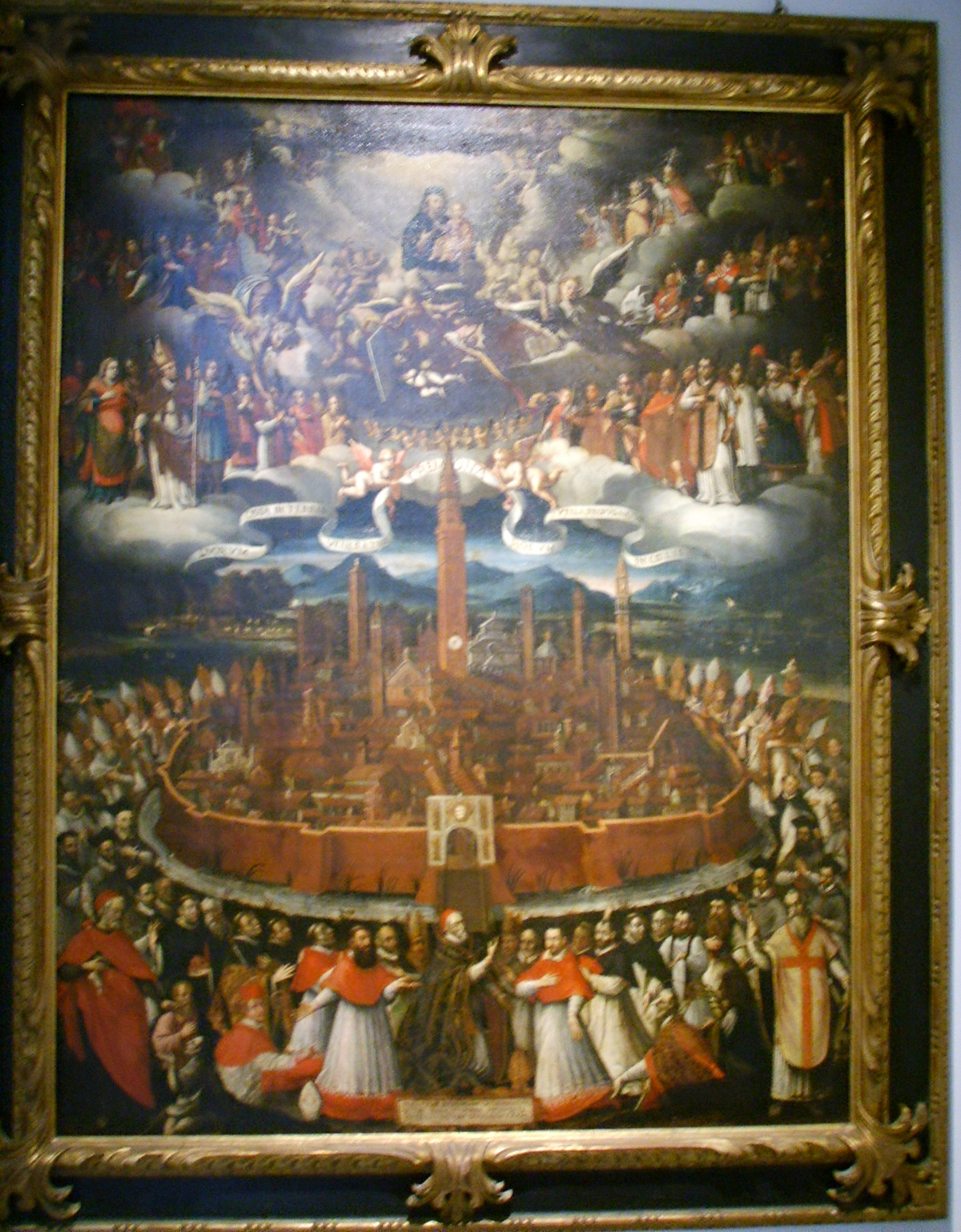
La Cité de Crémone, peinte au XVIIe siècle, Museo Civico Ala Ponzone, Crémone.

Histoire de Crémone, ville de la Lombardie, dans le nord de l'Italie.

## Période romaine
Fortifiée par les Romains en 218 av. J.-C. comme castrum avancé sur les rives du Pô, sur d’antiques sites préexistants. L'origine du toponyme est incertaine, mais semble être pré-romaine, certainement gallique ou celtique, et lié à la variante pré-latine carm du terme carra, c’est-à-dire pierre, roche, et suffixe commun pré-latin -ona.
La légende la plus répandue veut que la cité fut fondée par Hercule ; en réalité elle fut depuis toujours un centre important et vital de la plaine du Pô durant toute la période républicaine, avec un amphithéâtre pour les jeux, un forum et bains thermaux monumentaux. Auguste la rattacha à la 10e région romaine. En 69 au cours des guerres civiles, Crémone fut assiégée et détruite par les troupes de Vespasien puis réédifiée par ce même empereur. Pour une longue période, la cité disparaît de la chronique de l’histoire, ou seulement citée dans quelques documents et pour la visite de quelques personnages historiques.

## Période du haut Moyen Âge
En 603, Crémone, bastion byzantin, fut conquise par les Lombards qui démembrèrent le territoire. La cité dirigée par l’évêque ne devient pas siège du duché et même après la conquête carolingienne, l’évêque-comte maintiendra et amplifiera son contrôle sur la cité et sur le comté.
Entre le Xe et le XIe siècle, la cité accroît son pouvoir, grâce à d’importantes concessions accordées par les évêques recteurs de la cité. Entre autres se distinguent Liutprand, qui fut appelé à la cour impériale de Saxe, et Olderico, qui réussit à obtenir, de Othon III, d’importants privilèges pour la cité.
Ce furent les évêques Lamberto et Ubaldo qui créèrent des tensions avec la population de Crémone pour la gestion des propriétés du monastère de San Lorenzo, avec la médiation de l’empereur Corrado II du Saint-Empire qui en 1037, donna asile au pape Benoît IX (le pape enfant).

## Période médiévale
Avec l’empereur Henri IV du Saint-Empire, la cité refusa de payer les impôts oppressifs que l’Empire réclamait et que l’évêque imputait aux citadins. Naquît ainsi la narration de la légendaire bataille entre le Principe Enrico et Giovanni Baldesio (Zanén de la Bàla) gonfalonier majeur de la cité. Zanén désarçonna le Principe, épargnant ainsi à la cité le paiement de la Pala d'oro d’environ trois kilogrammes qu'elle devait, chaque année, à l’empereur et qui, pour cette année-là, fut donnée à Berta, la fiancée du cavalier, comme dot pour son mariage. À cette légende s’ajoute une note historique, peu d’années après. L’écusson de la cité rappelle justement cet épisode, avec le bras de Baldesio qui soutient la palla d'oro de l’impôt, avec la devise « ma force est dans le bras » en langue latine.
En 1093, se forme une alliance militaire anti-impériale commandée par Mathilde de Toscane, qui avait de nombreuses possessions à cheval sur le Pô, avec l’allégeance de Lodi, Milan, Crémone, Plaisance. Le conflit se résolut avec le serment d’obéissance de l’empereur Enrico IV au pape Urbain II et avec la donation en 1098, de l'Isola Fulcheria (it) (l'aire de Crema) à la cité de Crémone, qui avec cet acte, se constitua en commune libre, devenant une des cités les plus riches, puissantes et peuplées d'italie septentrionale.

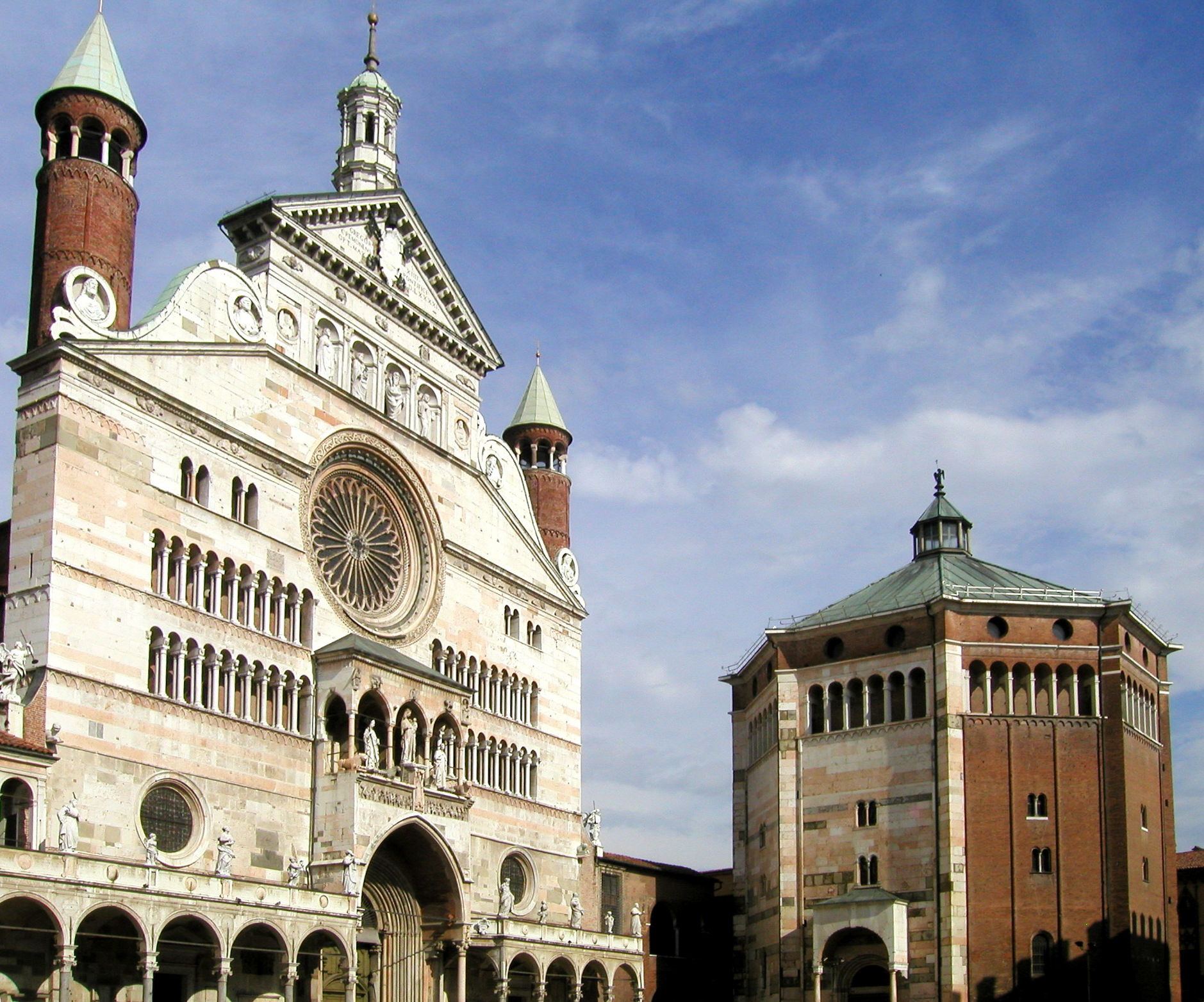
Le dôme et le baptistère.

À partir de cette date, la commune lutta contre les communes voisines pour agrandir ou défendre son propre territoire. Les guerres furent nombreuses et souvent victorieuses comme en 1107, pour la possession de Tortona ou en 1111 qui marqua la défaite près de Bressanoro. En cette période, la cité subit de fortes divisions internes entre la partie de la cité liée aux Gibelins, cité ancienne, et celle liée aux Guelfes, cité nouvelle. Le conflit arrive au point de créer deux palais communaux avec l’édification du Palazzo Cittanova, encore existant.
Avec l’arrivée de Frédéric Barberousse, la cité s’allia à l'empereur qui l’appuya contre la révolte de Créma qui était soutenue par les Milanais dans leur revendication d’indépendance. La victoire et la fidélité à l’empire permirent à la commune de battre monnaie et donc de créer une zecca avec la réalisation d’une bulle impériale.
En 1160, Crémone reconquit Crema et donna son appui à l’empereur dans l’assaut de Milan qu’il détruisit en 1162. Crémone reçut la zone de la Porta Romana de Milan.
C’est seulement en 1167 que la cité s’allia avec les autres communes contre l’Empire, en faisant partie de la Ligue lombarde qui le 29 mai 1176, vainquirent les troupes impériales à Legnano. L'union dura peu et les cités recommencèrent à s’affronter en 1213 à Castelleone où les Crémonais vainquirent une ligue milanaise composée des communes de Lodi, Plaisance, Crema, Novare, Côme et l'appui des Brescians. En 1232, début de la liaison entre Crémone et l'empereur Frédéric II est appelé à cause d’une différence pour le pouvoir interne à la cité. La nouvelle alliance avec l’Empire apporta la victoire dans la bataille de Cortenuova contre la Ligue lombarde. Frédéric II amena souvent sa cour dans la cité. L’unique épisode déplaisant fut la défaite (œuvre des habitants de Parmesan) à Vittoria, cité créée par Frédéric II, et qui amena la capture de deux mille Crémonais.
Quelques années après, la rétorsion dans les conflits des Parmesans fut très forte, avec une défaite militaire, œuvre de Umberto Pallavicino (ou Pelavicino) durant laquelle il captura le carroccio et son pantalon, par dérision, resta suspendu dans le dôme de Crémone pendant des siècles.

## Période des seigneuries

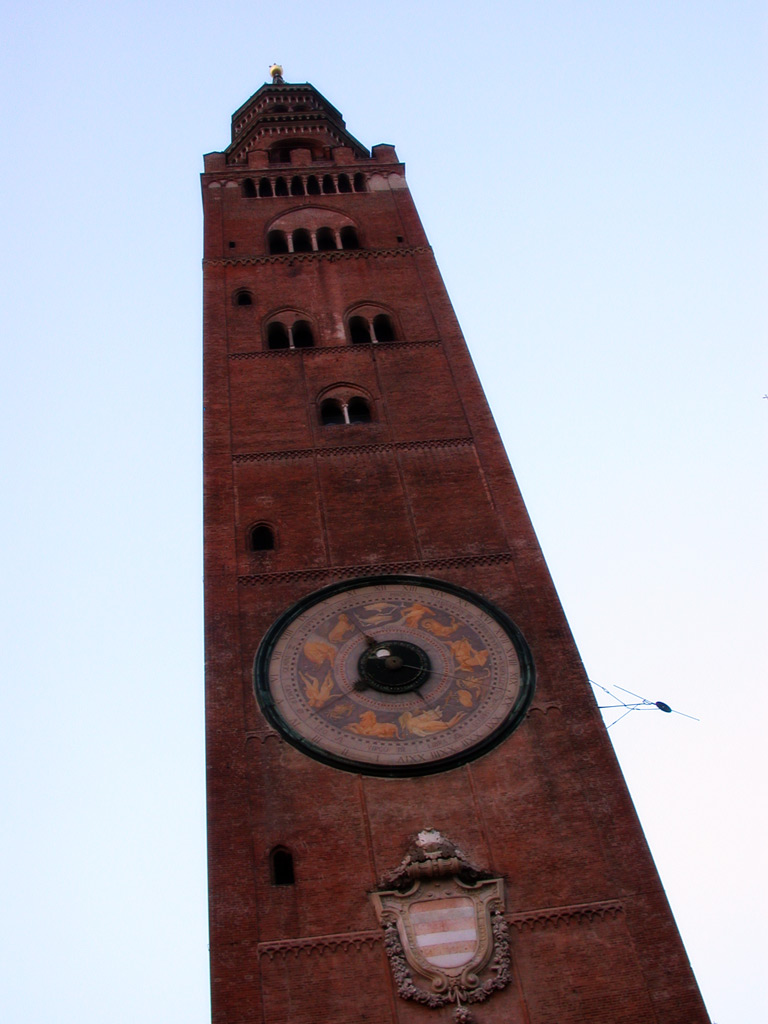
Le Torrazzo

Le 1er novembre 1266, Umberto Pallavicino fut chassé de la cité, entraînant la chute du gouvernement gibelin. À sa place, Buoso da Dovara (lui aussi Gibelin) prit le pouvoir, lequel fut cédé au Consorzio di Pace e Fede (Consortium de paix et fidélité) qui le géra jusqu’au 31 décembre 1270.
L'année suivante fut instituée la fonction de Capitano del Popolo (Capitaine du Peuple) qui assume, pour le parti guelfe, les pouvoirs communaux.
Cette phase dura jusqu’en 1276, quand Crémone passa à la seigneurie du marquis Cavalcabò, qu’il dirigea indirectement jusqu’en 1305, puis à son fils Guglielmo Cavalcabò jusqu’en 1310.
En cette période de nombreux édifices furent construits : les campaniles de Torrazzodi di Cremona, l’église romane San Francesco, les transepts de la cathédrale et la construction de la Loggia del Militi. Toujours dans la même période de nombreux remembrements agraires entraînèrent  la réalisation d’importants canaux d’irrigation ; un exemple parmi d’autres, le Dugale Delmona (à droite de l’Oglio) daté du début du XIVe siècle.
À partir de 1311, la seigneurie des Cavalcabò alterna avec les seigneuries externes des familles crémonaises du parti guelfe. Entre celles-ci, Henri VII du Saint-Empire Gibelin en 1311, Gilberto da Correggio en 1312 et Roberto di Puglia en 1313.
Avec la fin de la seigneurie de Giacomo Cavacabò, le 29 novembre 1322, entra en scène une autre famille lombarde influente, les Visconti, avec Galeazzo Ier, qui a influencé l’histoire de la cité pour les cinquante années qui suivirent.
La cité fut dirigée par les Visconti en alternance avec d’importantes figures politiques du panorama européen de ce temps-là, comme Louis de Bavière empereur en 1327 ou Giovanni de Luxembourg (roi de Bohême en 1331) jusqu’en 1403. Cette année vit la reconquête de la seigneurie de la part de la famille Cavalcabò, qui ne dura pas. Le 25 juillet 1406, Cabrino Fondulo, capitaine des troupes de Ugolino Cavalcabò, tua dans une embuscade les mâles de la famille Cavalcabò, assumant la seigneurie de la cité. D'une grande cruauté il fit enterrer vivant Giovanni Lanteri, docteur de la loi, qui lui avait fait un reproche. Incapable de gérer le pouvoir, il se retira à Castelleone en échange de 40 000 florins d’or payés par la famille Visconti.
En 1406, la seigneurie passa définitivement à Philippe Marie Visconti en bien héréditaire. Crémone avec cet acte, entra dans le duché de Milan et  n’en sortit qu’à l’unification de l’Italie.
Sous les Visconti, puis les Sforza, Crémone connut un développement culturel et religieux intense. En 1411, le Palazzo Cittanova devient le siège de l'Université des Marchands de fustagno (tissu très solide). En 1441, la cité fut choisie pour célébrer les noces entre François Sforza et Blanche Marie Visconti le 25 octobre dans le temple des Bénédictins.
Même Ludovic Sforza finança d’importantes œuvres pour la cathédrale, comme le rehaussement du fronton et la réalisation du portique (nommé la Bertazzola), le baptistère, revêtu de marbre, le ravalement de la façade de l’église S.Agata et du Palais communal.
En 1446, Crémone, encerclée par les troupes des deux condottieres Francesco Piccinino et Luigi dal Verme, est délivrée par les Vénitiens qui envoyèrent à son secours Scaramuccia da Forlì.

## Occupations étrangères

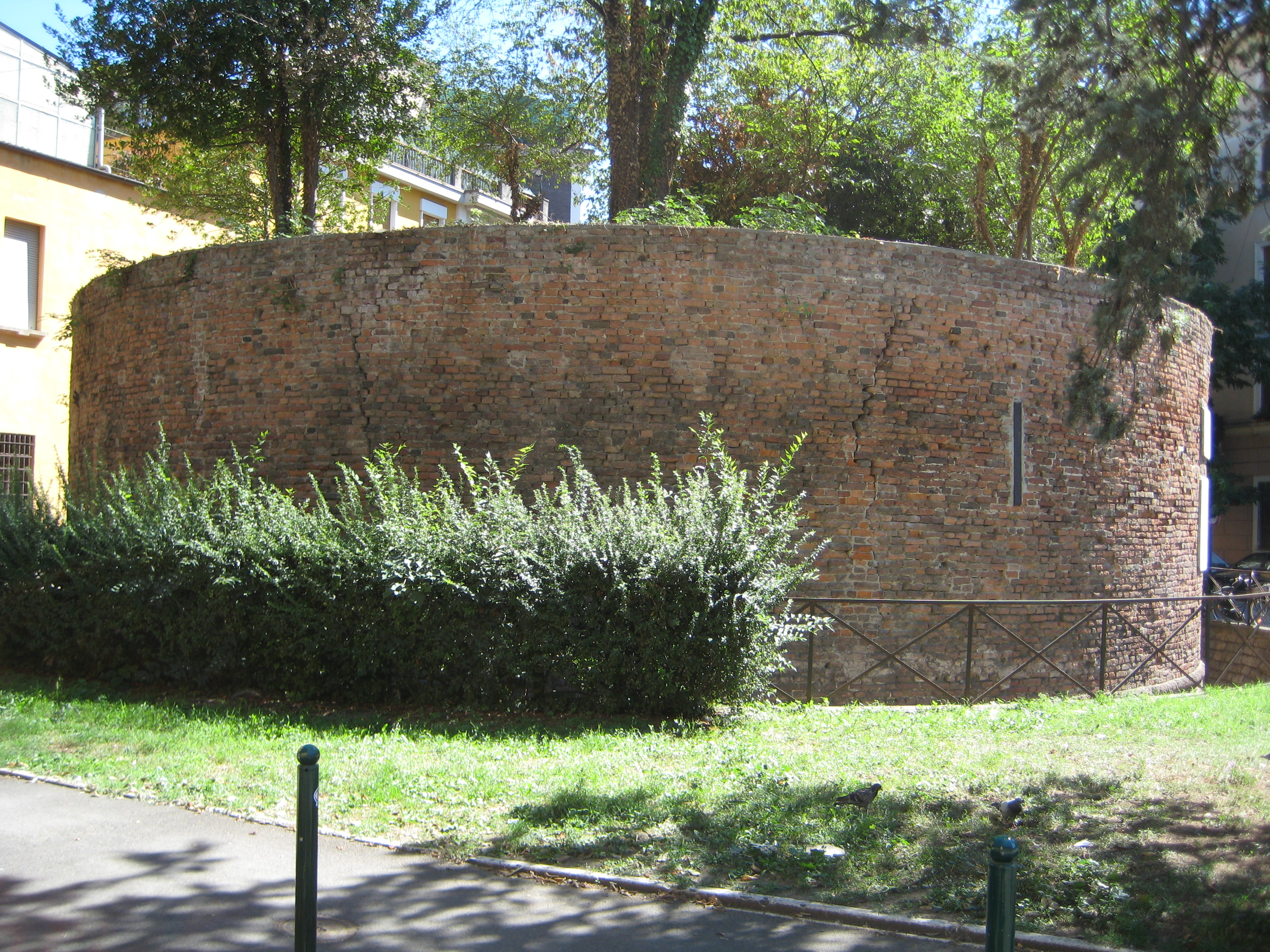
Vestiges du château de Sainte-Croix (Santa Croce) à Crémone

Avec la guerre entre Ludovic Sforza et la France de Louis XII, Crémone passa par une brève période sous la république de Venise, de 1499 à 1509. La victoire de la ligue à Agnadel ramena Crémone dans le duché de Milan le 11 mai 1509.
Les événements alternatifs qui opposaient Espagne, France, république de Venise et duché de Milan, en la personne de Maximilien Sforza, se terminèrent avec le traité de Noyon de 1513, qui se termina par l'exil du duc de Milan. La conquête définitive de la cité par les Espagnols survient en 1524 avec la prise du Castello di Santa Croce (château de Sainte-Croix). La défaite française et l’expulsion des troupes par le Duché de Milan s'est traduit en 1526 par le traité de Madrid. La cité fatiguée et résignée par les incursions continuelles et les changements de troupes d’occupation, même en cette période, se concentra sur l’embellissement artistique de la cité.
En 1546, la duché passa à Philippe II roi d’Espagne et futur héritier du titre impérial ; c’est le début pour Crémone et la Lombardie en général d’une longue période de domination qui tendra à soutirer les ressources sans réinvestir dans les infrastructures productives du territoire. Les œuvres artistiques continuèrent à être commissionnées autant pour les édifices religieux que pour les palais de la nouvelle aristocratie espagnole, au-delà de la vieille aristocratie crémonaise. En 1550, Lorenzo Trotti termina la loggia sur le côté droit de la cathédrale, en 1614, les églises des Saints Siro et Sepolcro furent reconstruites sur dessins de Antonio Gialdini.
À la fin du XVIIe siècle, l’incapacité espagnole à gérer le territoire, après la famine (1628) et la peste (1630), toutes deux unies dans l’intérêt de la maison d’Autriche pour l’Italie septentrionale, porta en premier sur la conquête française le 9 février 1701, suivie de la conquête autrichienne du 10 avril 1707. La conquête fut sanctionnée par les traités d'Utrecht.

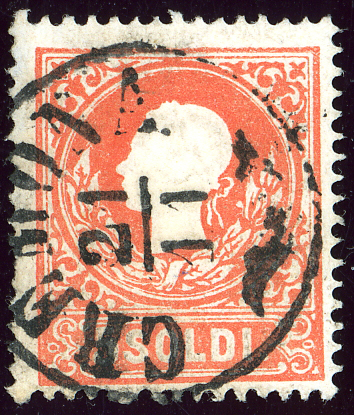
Timbre du Royaume lombardo-vénitien de 1858, 5 soldi oblitéré à Cremona

En 1733, pendant la guerre de Succession de Pologne, les troupes Françaises sous les ordres du marquis de Contades, mettent le siège du château de Crémone, qui se rend le jour même de l'ouverture de la tranchée. 
Après la victoire du pont de Lodi, Bonaparte entra le 14 mai 1796 à Crémone qui lui ouvrit ses portes.
Après la bataille de Magnano, les Autrichiens reprirent la place le 16 avril 1799.
4 jours plus tard, le 20 avril, il y eut un combat contre les Français forcés de repasser l'Adda.
Après avoir été un an aux mains des Autrichiens, les troupes Françaises reprirent la ville ou ils trouvèrent de grandes ressources entreposées dans les magasins de l'armée, qui leur permirent de pousser l’offensive et de s'envoler vers de nouvelles victoires.
Depuis le congrès de Vienne (1815) jusqu'en 1859, la ville de Cremona fait partie de la monarchie autrichienne (royaume de Lombardie-Vénétie), gouvernement de Lombardie, chef-lieu de la province de même nom.

## Sources
- (it) Cet article est partiellement ou en totalité issu de l’article de Wikipédia en italien intitulé « Cremona » (voir la liste des auteurs) du 30/04/2008.